# Mont-Saint-Sulpice
Mont-Saint-Sulpice település Franciaországban, Yonne megyében. Lakosainak száma 783 fő (2022. január 1.). Mont-Saint-Sulpice Brienon-sur-Armançon, Hauterive, Héry, Ormoy, Saint-Florentin és Vergigny községekkel határos.

## Népesség
A település népességének változása:
| Lakosok száma | 818  | 809  | 819  | 795  | 795  | 793  | 787  | 785  | 783  |
|               | 2013 | 2015 | 2016 | 2017 | 2018 | 2019 | 2020 | 2021 | 2022 |